# M/F Ragna
 Der er for få eller ingen kildehenvisninger i denne artikel, hvilket er et problem. Du kan hjælpe ved at angive troværdige kilder til de påstande, som fremføres i artiklen.

M/F Ragna er en dansk færge der sejler på ruten Mellerup-Voer over Randers Fjord, og har hjemsted i Mellerup. Færgen er bygget på Søby Motorfabrik & skibsværft A/S og blev sat i drift den 23. maj 1963.

## Søsætning
Færgeforpagter Niels Hedegaard Jensen bestilte færgen hos Søby Motorfabrik & skibsværft A/S på Ærø. Efter et besøg af værftets stifter og ejer Arthur Christian Jørgensen havde man planlagt, hvordan skibet skulle formes. Tegningerne til færgen blev lavet af Arthur Jørgensens søn efter inspiration fra Hedegaard Jensen og den nybyggede Orøfærge.
Det første forsøg på søsætning af skibet skete i marts 1963. Færgen, der var værftets nybygning nummer 20, var blevet bygget på en bedding på stranden. Ved søsætningen var den øverste del af skibet endnu ikke monteret, og bortset fra dækkets midterste plader, der skulle lukke af for de fem vandtætte rum, var selve skroget færdigt. De manglende plader inden søsætningen viste sig at være en dårlig idé, da skibet umiddelbart efter den første berøring med havet sank på 3 meter vand ved havneindløbet i Søby. I andet forsøg på at hæve skibet lykkedes det at få tømt det for vand og få det fortøjet ved klargøringskajen. Den 27. april 1963 blev færgen officielt døbt, og den blev opkaldt efter færgemand Hedegaard Jensens hustru, Ragna.
Det var Niels Hedegaard Jensen, der selv betalte for færgen og de to nye færgelejer ved Mellerup og Voer. I samarbejde med blandt andet borgmesteren fra Randers Kommune, Svend Thingholm, fik Hedegaard et lån på 170.000 kr. der skulle afdrages over 20 år.

## Drift
M/F Ragna blev færdiggjort og leveret i starten af maj 1963 og skulle derefter bugseres med slæbebåde igennem Lillebælt og Kattegat inden endestationen i Randers Fjord kunne nås. Under transporten i Lillebælt kom skibet i problemer, da lænseportene over dækket ikke havde nok kapacitet til at komme af med de mængder vand, der skyllede ind over den lille færge. Efter et kort ophold i Fredericia, hvor fejlene blev udbedret, kunne M/F Ragna i midten af maj anløbe sin nye hjemhavn i Mellerup. Torsdag den 23. maj 1963 kørte skolelærer Peter Østergaard sin Volvo om bord på M/F Ragna og sejlede som den første passager med det nybyggede skib.
Skibet fik i 2012 nye motorer.

## Ejere
- Niels Hedegaard Jensen (1963-1979)
- John Fried (1979-1988)
- John-Kiwi Bøge Nielsen (1988-1992)
- A. A. Service og Færgefart ApS (1992-1996)
- Rougsø og Nørhald Kommuner (1996-2007)
- Randers og Norddjurs Kommuner (2007-nu)